# Eucera interrupta
Eucera interrupta ist eine Biene aus der Familie der Apidae. 

## Merkmale
Die Bienen haben eine Körperlänge von 12 bis 14 Millimeter. Die Weibchen sind braun behaart. Ihre Schienenbürste (Scopa) ist weiß. Das Mesonotum ist an den Seiten und vorne sehr dicht punktförmig strukturiert, auf der Mitte ist es glänzend und nahezu unpunktiert. Das zweite und dritte Tergit haben auf der Seite breite, gut sichtbare Haarflecken. Die Männchen sind graubraun behaart. Das Labrum und die Stirnplatte (Clypeus) sind gelb. Das Mesonotum ist in der Mitte unregelmäßig punktförmig strukturiert und glänzt mehr oder weniger. Das dritte und vierte Tergit hat auf der Seite hinten Haarflecke, das fünfte Tergit hat eine Haarbinde. Die Farbe dieser Flecken und der Binde reicht von weiß bis braun. Das fünfte Sternit hat am Ende mittig einen eingedrückten, dreieckigen Bereich. Das Fersenglied (Metatarsus) bei den Hinterbeinen ist leicht gekrümmt.

## Vorkommen und Lebensweise
Die Art ist in Süd-, Ost- und mancherorts auch im Mitteleuropa verbreitet. Pollen wird ausschließlich von Schmetterlingsblütlern (Faboideae) gesammelt. Die Tiere fliegen von Anfang Mai bis Ende Juli. Kuckucksbienen der Art sind vermutlich Nomada sexfasciata und Nomada nobilis. 

## Belege
Felix Amiet, M. Herrmann, A. Müller, R. Neumeyer: Fauna Helvetica 20: Apidae 5. Centre Suisse de Cartographie de la Faune, 2007, ISBN 978-2-88414-032-4.